# Claus Deleuran Prisen
Claus Deleuran Prisen er en tegneseriepris, der uddeles af brancheorganisationen for professionelle tegneserieskabere i Danmark, Danske Tegneserieskabere. Prisen består af en statuette og uddeles årligt i fem kategorier: bedste danske tegneserie, bedste danske tegneseriedebut, bedste danske tegneserietegner, bedste danske tegneserieforfatter og bedste danske tegneseriefarvelægger. Prisen blev første gang uddelt i 2016.
Prisen er opkaldt efter den danske tegneserietegner Claus Deleuran (1946-1996).
Forbilledet for prisen er den amerikanske Harvey Award, hvor det er branchens professionelle kunstnere, der først nominerer kandidaterne og efterfølgende stemmer om vinderen blandt de nominerede i hver kategori. Inden nomineringen udarbejder priskomitéen en så vidt mulig komplet liste over de tegneserier af danske (eller i Danmark virkende) tegneserieskabere, der er udgivet på dansk i løbet af året. Herefter kan alle medlemmer af Danske Tegneserieskabere nominere op til tre kandidater i hver kategori. Efter optælling udsendes en stemmeseddel, hvor medlemmerne stemmer om den endelige vinder blandt de 3 nominerede i hver kategori. Modtagerne af prisen behøver ikke at være medlemmer af Danske Tegneserieskabere.

## Prismodtagere
2016
Priser uddelt i 2016 for året 2015:
- Bedste danske tegneserie 2015: Thomas Alsop af Palle Schmidt og Chris Miskiewicz
- Bedste danske debut 2015: I morgen bliver bedre af Karoline Stjernfelt
- Bedste danske tegneserietegner 2015: Palle Schmidt
- Bedste danske tegneserieforfatter 2015: Niels Roland
- Bedste danske tegneseriefarvelægger 2015: Dan R. Knudsen

2017
Priser uddelt i 2017 for året 2016:
- Bedste danske tegneserie 2016: Zenobia af Morten Dürr og Lars Horneman
- Bedste danske debut 2016: Vand til blod af Morten Dürr og Lars Gabel
- Bedste danske tegneserietegner 2016: Henrik Rehr
- Bedste danske tegneserieforfatter 2016: Halfdan Pisket
- Bedste danske tegneseriefarvelægger 2016: Rune Ryberg

2018
Priser uddelt i 2018 for året 2017:
- Bedste danske tegneserie 2017: Styrelsen af Johan F. Krarup
- Bedste danske debut 2017: Skæbnemageren af Kenneth Bøgh Andersen
- Bedste danske tegneserietegner 2017: Tom Kristensen
- Bedste danske tegneserieforfatter 2017: Johan F. Krarup
- Bedste danske tegneseriefarvelægger 2017: Søren Mosdal

2019
Priser uddelt i 2019 for året 2018:
- Bedste danske tegneserie 2018: Fuglemanden af Lilian Brøgger og Sarah Engell
- Bedste danske debut 2018: Kim Schou og Morten Voigt, Pyt
- Bedste danske tegneserietegner 2018: Peter Snejbjerg
- Bedste danske tegneserieforfatter 2018: Lars Kramhøft, Fandenivoldsk
- Bedste danske tegneseriefarvelægger 2018: Laura Blicher, Fandenivoldsk

2020
Priser uddelt i 2020 for året 2019:
- Bedste danske tegneserie 2019: Death Save af Rune Ryberg
- Bedste danske debut 2019: Det rette element af Line Høj Høstrup
- Bedste danske tegneserietegner 2019: Bjørk Matias Friis
- Bedste danske tegneserieforfatter 2019: Paul Arne Kring
- Bedste danske tegneseriefarvelægger 2019: Tatiana Goldberg

2021
Priser uddelt i 2021 for året 2020:
- Bedste danske tegneserie 2020: I morgen bliver bedre 2: dronningen af Karoline Stjernfelt
- Bedste danske debut 2020: Min nat med dig af Tomas Lagermand Lundme og Fred Tornager
- Bedste danske tegneserietegner 2020: Karoline Stjernfelt
- Bedste danske tegneserieforfatter 2020: Lars Kramhøft
- Bedste danske tegneseriefarvelægger 2020: Karoline Stjernfelt

2022
Priser uddelt i 2022 for året 2021
- Bedste danske tegneserie 2021: Punk Life Crisis af Simon Petersen
- Bedste danske debut 2021: Anepantla' af Lina Rosé Saxtorph
- Bedste danske tegneserietegner 2021: Coffee Brake af Magnus Merklin
- Bedste danske tegneserieskaber 2021: Lars Kramhøft

2023/24
Priser uddelt i 2024 for året 2022-23
- Bedste danske tegneserie 2022/23: I nødens stund af Ralph Shayne og Tatiana Goldberg

- Bedste danske debut 2022/23: Mit indre øje af Anna Laurine Kornum

- Bedste danske webserie: Anders tegner dagligt af Anders Brønserud

2025
Priser uddelt i 2025 for året 2024
- Bedste danske tegneserie 2024: Meschugge af Benni Bødker og Christian Højgaard

- Bedste danske debut 2024: Alva i Mørket af Aksel Studsgarth og Daniel Hansen

- Bedste danske webserie: Gunhild af Fred Tornager